# Прва влада Слободана Јовановића
Прва влада Слободана Јовановића је била влада Краљевине Југославије у егзилу од 11. јануара 1942. до 2. јануара 1943.

## Чланови владе
| Функција                                                   | Слика            | Име и презиме       | Детаљи        |
| ---------------------------------------------------------- | ---------------- | ------------------- | ------------- |
| Председник Владе и Министар унутрашњих послова             |                  | Слободан Јовановић  |               |
| Потпредседник Владе и Министар пошта, телеграфа и телефона |                  | Јурај Крњевић       |               |
| Потпредседник Владе и Министар грађевина                   |                  | Миха Крек           |               |
| Министар иностраних послова                                |                  | Момчило Нинчић      |               |
| Министар војске и Министар ваздухопловства и морнарице     |                  | Драгољуб Михаиловић | до 14.1.1942. |
| Министар војске и Министар ваздухопловства и морнарице     |                  | Слободан Јовановић  | заступник     |
| Министар војске, ваздухопловства и морнарице               |                  | Драгољуб Михаиловић | од 14.1.1942. |
| Министар војске, ваздухопловства и морнарице               |                  | Слободан Јовановић  | заступник     |
| Министар саобраћаја                                        |                  | Милан Грол          |               |
| Министар финансија и Министар трговине и индустрије        |                  | Јурај Шутеј         |               |
| Министар просвете                                          |                  | Милош Трифуновић    |               |
| Министар просвете                                          |                  | Милан Грол          | заступник     |
| Министар правде                                            | Милан Гавриловић | Милан Гавриловић    |               |
| Министар социјалне политике и народног здравља             |                  | Срђан Будисављевић  |               |
| Министар пољопривреде и Министар снабдевања и исхране      |                  | Бранко Чубриловић   |               |
| Министар пољопривреде и Министар снабдевања и исхране      | Милан Гавриловић | Милан Гавриловић    | заступник     |
| Министар шума и рудника                                    |                  | Јован Бањанин       |               |
| Министар без портфеља                                      |                  | Богољуб Јевтић      |               |
| Министар без портфеља                                      |                  | Сава Косановић      |               |
| Министар без портфеља                                      |                  | Божидар Марковић    |               |
| Министар без портфеља                                      |                  | Франц Сној          |               |